# Said Ibraimow
Said Ibraimow Ibraimow (Bulgarisch: Саид Ибраимов Ибраимов; * 14. Oktober 1970 in Chadschidimowo, Bulgarien) ist ein ehemaliger bulgarischer Fußballspieler und späterer Co-Trainer des FK Astana.
Ibraimov spielte bis 2002 beim FK Neftochimik. 2000 absolvierte er eine Partie in der UEFA Europa League. Er wurde in der 52. Minute beim Heimspiel gegen Lokomotive Moskau eingewechselt.
2002 wechselte Ibraimov zu Lewski Sofia und spielte dort bis 2004.
Zwischen 2014 und 2019 war er Co-Trainer beim FK Astana.